# Premančan
Premančan (italijansko Premanzano) je naselje v Slovenski Istri, ki upravno spada pod Mestno občino Koper. Naselje se nahaja na območju, kjer avtohtono živijo pripadniki italijanske narodne skupnosti in kjer je poleg slovenščine uradni jezik tudi italijanščina.